# Mondo Bizarro (Rennes)
Pour l’article homonyme, voir Mondo Bizarro.
Le Mondo Bizarro est une salle de spectacle rennaise, en Bretagne. Ce café concert, tenu par Bruno Perrin et spécialisé dans le rock et le punk rock, a ouvert en 2002 et fermé en 2020.

## Situation
La salle est située au 264 avenue Général Patton, au nord de la ville au cœur du quartier Maurepas - Patton. Le lieu est desservi par les bus du réseau STAR, avec l'arrêt Rochester.

## Présentation

### Origines
Dans les années 1990, Bruno Perrin est organisateurs de concerts et fait tourner des groupes dans divers bars Rennais, dont la Baleine Bleue, avenue Patton. En janvier 2002, le gérant de ce dernier souhaite revendre l'établissement et Perrin en profite pour le racheter. Il y installe alors une scène musicale spécialisée dans le punk-rock.
Le café concert tient son nom de l'album des Ramones. Le lieu accueille jusqu'à 200 concerts par an, avec une majorité de concerts organisés par des associations locales, de nombreux groupes de rock et de punk rock mais aussi de metal ou reggae,,. 

### COVID-19 et fermeture
Déjà fragilisé par les divers mises aux normes contraintes aux établissements de nuit, la pandémie de Covid-19 et les restrictions qui en découlent mettent un coup d'arrêt au lieu. La salle ferme ses portes en septembre 2020, malgré une cagnotte en ligne pour subvenir à la fermeture contrainte par la crise sanitaire,. Le lieu est vendu en avril 2021, et transformé en café-concert, nommé le Noktambül. La programmation met en avant le jazz mais s'ouvre à d'autres styles musicaux,.

## Liens
- Site officiel